# Bang Record
La Bang Record  è un'etichetta discografica indipendente italiana, specializzata principalmente in musica dance e in musica elettronica è stata fondata nel 2006, da DJ Ross, Alessandro Viale e Roberto Gallo Salsotto.

## Storia
Nel 2006, DJ Ross lasciò Time Records (Italia) per fondare la sua etichetta discografica. Insieme ai DJ e ai produttori Alessandro Viale e Roberto Gallo Salsotto, hanno costruito l'etichetta discografica  'Bang Record' .
Nel 2007, Prini, Vialle e Salsotto formarono la band Very Nice People, che aveva ancora come DJ Magic Box come uno dei membri. Nello stesso anno, il gruppo musicale, ideato dai fondatori dell'etichetta, produsse e pubblicò la canzone I'll Make You High.
Nel 2008, Bang Record ha prodotto e lanciato altri cinque progetti musicali: "Loco Tribal", della band Loco Tribal; "Sweet Little Thing", di Alessandro Vialle, con la partecipazione di Vannya Diva; "Vamos A La Playa", di Leon Klein DJ; "Star In The Sky", di Cristian Marchi con Marchi's Flow e  Vincent; Feel The Love, Marchi's Flow vs. Ama con Miss Tia; e "Hard To Love" di Atrax con Andy.
Nel 2011, DJ Ross ha lanciato la sua nuova produzione musicale: U Got The Love, con la partecipazione del cantante italoamericana Sushy. La canzone di successo ha avuto un videoclip ufficiale, diretto da Graham Baclagon, prodotto da Alex Bailey e girato a Chicago e Las Vegas, negli Stati Uniti.

## Artisti della Bang Record
- Alessandro Vialle
- Atrax
- Cristian Marchi
- DJ Joe K
- DJ Ross
- Fedo Mora
- Gianluca Argante
- Leon Klein DJ
- Loco Tribal
- Karly
- Kee Jay Freak
- Marchi's Flow
- Max B
- Max Coseglia
- Marvin
- Nuelle
- Peter Wag
- Prezioso & Marvin
- Raf Marchesini
- Sushy
- Tswigly Boy
- Very Nice People